# Flying Start
„Flying Start“ je píseň britského multiinstrumentalisty Mika Oldfielda. Vydána byla jako jeho dvacátý pátý singl v zimě 1988 a v britské hudební hitparádě se neumístila.
Singl „Flying Start“, stejně jako další tři singly, pochází z Oldfieldova alba Islands, které bylo vydáno v září 1987. Píseň „Flying Start“ zpívá Oldfieldův přítel Kevin Ayers, jenž svou verzi písně vydal následujícího roku na albu Falling Up. B stranu singlu zabírá výňatek z instrumentální kompozice „The Wind Chimes“. EP verze singlu má oproti sedmipalcové variantě o téměř minutu a půl prodlouženou píseň „Flying Start“.

## Seznam skladeb
7" verze
1. „Flying Start“ (Oldfield) – 3:37
2. „The Wind Chimes (Part 2) (Edit)“ (Oldfield) – 3:58

12" verze
1. „Flying Start (12" Version)“ (Oldfield) – 4:50
2. „The Wind Chimes (Part 2) (Edit)“ (Oldfield) – 3:58